# ويليام روس (سياسي بريطاني)
ويليام روس (بالإنجليزية: William Ross)‏ هو سياسي بريطاني، ولد في 4 فبراير 1936 في ديري في أيرلندا الشمالية. حزبياً، نشط في الصوت الوحدوي التقليدي ‏.

## مناصب
- في الانتخابات العامة في المملكة المتحدة فبراير 1974 [الإنجليزية]‏، انتخب عضو البرلمان السادس والأربعون للمملكة المتحدة عن دائرة Londonderry (UK Parliament constituency) [الإنجليزية]‏ خلال فترته النيابية ‏ (28 فبراير 1974 – 20 سبتمبر 1974).
- في الانتخابات العامة في المملكة المتحدة أكتوبر 1974 [الإنجليزية]‏، انتخب عضو البرلمان السابع والأربعون للمملكة المتحدة عن دائرة Londonderry (UK Parliament constituency) [الإنجليزية]‏ خلال فترته النيابية ‏ (10 أكتوبر 1974 – 7 أبريل 1979).
- في الانتخابات العامة للمملكة المتحدة 1979 [الإنجليزية]‏، انتخب عضو البرلمان الثامن والأربعون للمملكة المتحدة عن دائرة Londonderry (UK Parliament constituency) [الإنجليزية]‏ خلال فترته النيابية ‏ (3 مايو 1979 – 13 مايو 1983).
- في 1986 East Londonderry by-election [الإنجليزية]‏، انتخب عضو البرلمان التاسع والأربعون للمملكة المتحدة عن دائرة لندنديري الشرقية خلال فترته النيابية ‏ (23 يناير 1986 – 18 مايو 1987).
- في الانتخابات العمومية للمملكة المتحدة 1983 [الإنجليزية]‏، انتخب عضو البرلمان التاسع والأربعون للمملكة المتحدة عن دائرة لندنديري الشرقية خلال فترته النيابية ‏ (9 يونيو 1983 – 17 ديسمبر 1985).
- في الانتخابات العمومية للمملكة المتحدة 1987 [الإنجليزية]‏، انتخب عضو البرلمان الخمسون للمملكة المتحدة عن دائرة لندنديري الشرقية خلال فترته النيابية ‏ (11 يونيو 1987 – 16 مارس 1992).
- في الانتخابات العامة في المملكة المتحدة 1992 [الإنجليزية]‏، انتخب عضو البرلمان الحادي والخمسون للمملكة المتحدة عن دائرة لندنديري الشرقية خلال فترته النيابية ‏ (9 أبريل 1992 – 8 أبريل 1997).
- في الانتخابات العامة في المملكة المتحدة 1997 [الإنجليزية]‏، انتخب عضو البرلمان الثاني والخمسون للمملكة المتحدة عن دائرة لندنديري الشرقية وقد انضم خلال فترته النيابية ‏ (1 مايو 1997 – 14 مايو 2001)  للكتلة البرلمانية حزب ألستر الوحدوي.